# 청자 철화초충조문 매병
청자 철화초충조문 매병(靑磁 鐵畵草蟲鳥文 梅甁)은 철화 기법으로 새와 풀벌레를 그려 넣은, 고려청자 매병이다. 서울특별시 삼성미술관 Leeum에 있으며, 2003년 12월 30일 대한민국의 보물 제1383호로 지정되었다.
초충조문(草蟲鳥文)이 시문된 작품으로 제작시기는 고려시대 12세기로 추정된다. 문양은 민화적인 서정성과 생동감이 있는 무늬로서 고려철화청자 중에서는 지금까지 유일한 예이므로 고려청자 연구에 중요한 자료이다.

## 개요
철화청자는 청자의 표면에 산화철이 함유된 자토로 그림을 그리고 청자유를 씌워 구운 것으로, 기형과 문양이 북송(北宋) 자주요(磁州窯)와 닮은 점이 많다고 알려져 있다. 유약은 대부분 산화번조(酸化燔造)되어 황갈색을 띠는 경우가 많으며, 문양은 선이 굵고 대담하게 표현하여 매우 활기차 보인다.
이 매병은 구연이 평평하게 벌어지고 둥근 어깨와 몸통의 선이 거의 일직선으로 내려가 굽에 연결되는데, 이러한 형태를 중국 매병의 특징으로 보는 관점에서 아직 고려화가 덜된 초기적인 형태라는 평가를 받고 있다. 자토를 약간 두텁게 발라서 문양부분이 두꺼워져 있고 흑갈색은 깊고 윤기나는 색감을 띠고 있다.
문양은 어깨부분에 한 줄의 횡선을 둘러서 전체를 상단과 하단으로 구분하고, 좁은 상단에는 변형된 국화당초문 한 줄기를 두르고 넓은 하단에는 마치 참외덩굴과 같아 보이는 절지문을 크게 그린 후 큰 새 한 마리와 나비 한 쌍과 벌을 그려 넣었다. 유약은 엷은 담황색을 띠지만 맑고 투명한 편이며 빙열은 없다. 굽은 안바닥을 깎아 내었고 접지면에 굵은 모래를 받쳤던 흔적이 남아 있다.
고려시대 철화청자를 대표하는 작품으로서 파격적인 문양구성과 대담한 필치, 녹갈색 유태와 흑갈색 문양의 조화가 특히 아름다운 작품이다. 

## 같이 보기
- 고려청자

## 주해
1. ↑  산화철이 함유된 흙을 개서 안료로 삼아 그림을 그려 넣는 기법
2. ↑  매병이란 병의 아가리가 좁고 몸의 어깨는 넓으며 아래로 갈수록 홀쭉해지는 병을 말한다.

## 참고 자료
- 청자 철화초충조문 매병 - 국가유산청 국가유산포털